# Balduin von Steinfurt

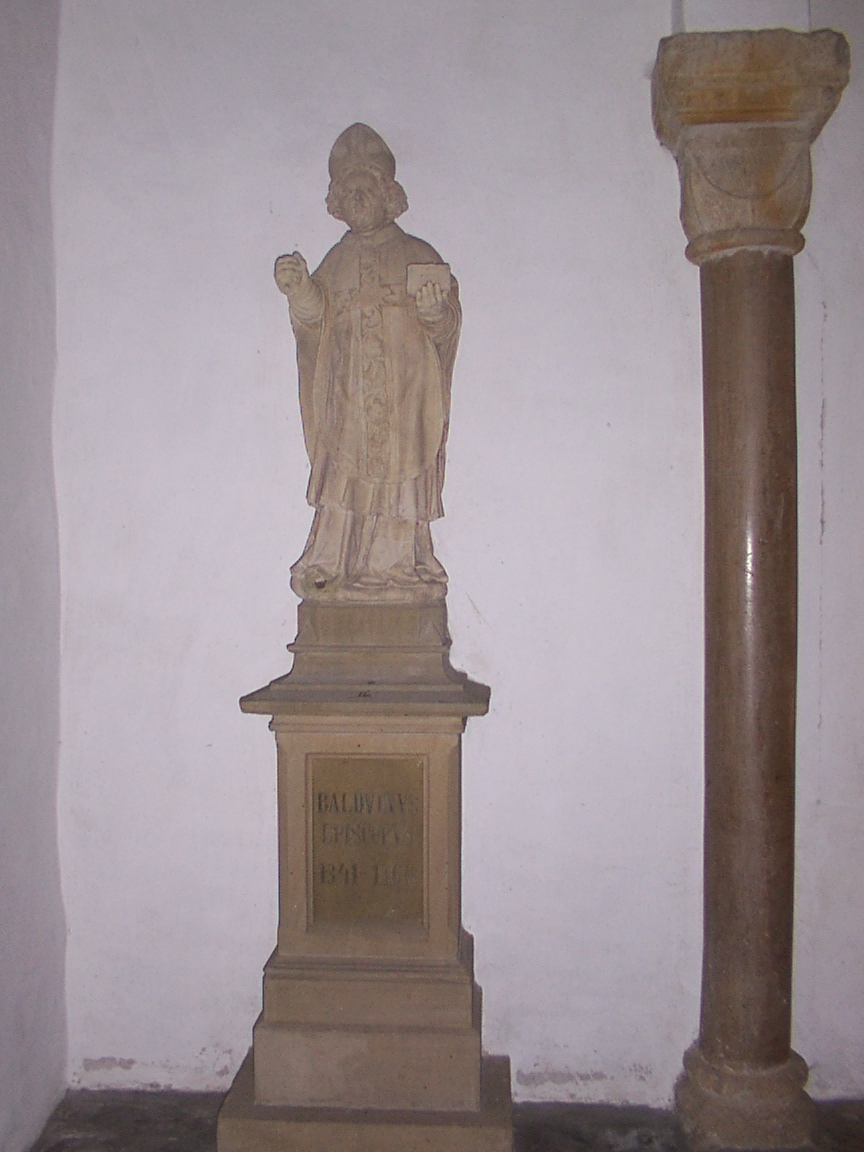
Standbild Bischof Balduins im Paderborner Dom

Balduin von Steinfurt, auch Baldewinus alias Boldewinus de Stenvordia († 31. März (nach 1362)), war als Balduin von 1341 bis 1361 der 29. Bischof von Paderborn.

## Leben
Balduin entstammte dem Geschlecht der Edelherren von Steinfurt und war der Sohn des Ludolf von Steinfurt und dessen Gemahlin Oda von Diepholz. Sein Neffe Rudolf von Steinfurt war Domscholaster in Münster. Ab 1313 gehörte er dem Domkapitel von Münster und seit 1318 auch dem von Paderborn an. Im Februar 1341 wählte ihn das Paderborner Domkapitel zum 29. Bischof des Bistums, am 18. August desselben Jahres wurde er in der Münsterkirche in Herford zum Bischof geweiht.
1343 veranlasste Balduin eine bistumsweite Kollekte für die Wiederherstellung des nach dem Stadtbrand von 1340 beschädigten Paderborner Domes.
In seine Amtszeit fällt 1349/1350 der Ausbruch des Schwarzen Todes im Hochstift Paderborn, der so schlimm wütete, dass es kaum möglich war, die vielen Toten zu bestatten. Anfang des Jahres 1361 schickte der gichtkranke und altersschwache Balduin einen persönlichen Abgesandten nach Avignon, um sein Bischofsamt in die Hände des dortigen Papstes, Innozenz VI., zu resignieren. Er erlebte noch die Ernennung seines Nachfolgers, Heinrichs III., am 17. März 1361 und starb am 31. März (nach 1362).